# رنتسو روسلینی (آهنگساز)
رنتسو روسلینی (ایتالیایی: Renzo Rossellini؛ ‏تلفظ در ایتالیایی: [ˈrɛntso]؛ ‏ ۲ فوریهٔ ۱۹۰۸ – ۱۳ مهٔ ۱۹۸۲) موسیقی‌دان و آهنگساز اهل ایتالیا بود.
وی در رم متولد شد. او برادر روبرتو روسلینی، کارگردان برجستهٔ سینمای ایتالیا و پدر فرانکو روسلینی، تهیه‌کننده فیلم؛ است. رنزو روسلینی در مونت‌کارلو از دنیا رفت.
موسیقی فیلم آثار سینمایی برادرش و دیگران از جمله رم، شهر بی‌دفاع، تئودورا، ملکه زرخرید و نشان ونوس از ساخته‌های او است.
او دو سال پیاپی در ۱۹۴۷ (فیلم پاییزا) و ۱۹۴۸ میلادی (فیلم برادران کارامازوف) جایزه بهترین موسیقی فیلم از انجمن ملی فیلم ایتالیا را دریافت کرد.

## فیلم‌شناسی
- استرومبولی
- برادران کارامازوف
- ترس
- مسالینا
- گاریبالدی
- صومعه پارم
- ناپلی‌ها در میلان
- شاهزاده سیندرلا
- اورینت اکسپرس
- تمام رم در برابر او لرزید
- بر رنگین‌کمان می‌رقصیم
- به‌خاطر تو مرتکب گناه شده‌ام
- پاییزا
- رم، شهر بی‌دفاع
- تئودورا، ملکه زرخرید
- نشان ونوس